# Собор Рождества Христова (Липецк)
Собор Рождества Христова (Христорожде́ственский собо́р) — православный храм в Липецке, кафедральный собор Липецкой митрополии и епархии Русской православной церкви. Расположен на центральной площади города — Соборной. Архитектор — Томазо Адамини.

## История
Строительство храма было завершено в 1842 году. Собор построен по указу императрицы Екатерины Алексеевны, благословению Святейшего синода и преосвященного Иннокентия, епископа Воронежского.
Согласно традиционной точке зрения, строительство каменной соборной церкви Рождества Христова началось в 1791 году. Возведение храмовой части Христорождественского собора в основном было завершено к 1803 году, но освятить построенный храм удалось не сразу: произошёл пожар, во время которого сгорели все деревянные части собора, сильно пострадал и основной объём здания. К 1805 году соборная церковь была вновь открыта усердием многих благотворителей, а 20 июня 1805 года освящён первый престол нового храма — во имя святого Николая Чудотворца.
Главный соборный престол в честь Рождества Христова освятили 25 мая 1807 года. Именно с этого времени к Христорождественскому храму от Вознесенской церкви, который стоял на нынешней Театральной площади, переходит функция соборного храма Липецка. Третий престол в храмовой части (правый, в южном приделе) был освящён в 1816 году.
В 1822 году было принято решение о возведении соборной колокольни, спроектированной в строгом классическом стиле. Строительство её было начато в 1825 году, а завершено в 1835 году. В начале XX века на колокольне Христорождественского собора насчитывалось восемь колоколов. Самый крупный, весивший 489 пудов и отлитый в 1859 году, был перелит в 1900 году.

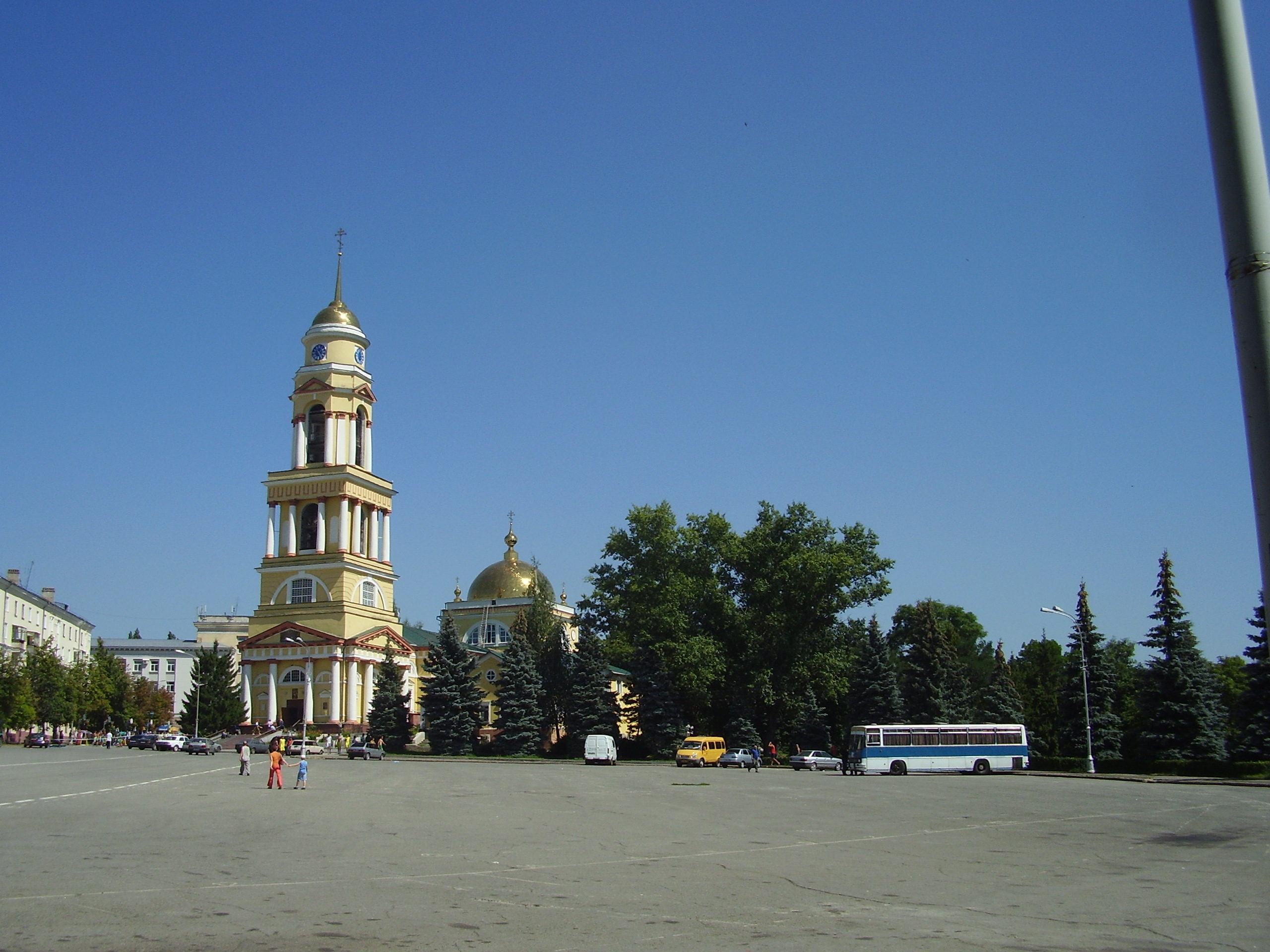
Соборная площадь

После сооружения колокольни наступил довольно длительный перерыв в строительстве собора. И только когда разные по высоте и массе объёмы колокольни и храмовой части стабилизировались, была начата постройка трапезной. Каменная трапезная была пристроена в 1840—1842 годах, руководил работами протоиерей Андрей Иванович Калугин. Два престола в трапезной церкви были освящены в честь Смоленской иконы Божией Матери Одигитрии в 1841 году (левый) и Воздвижения Животворящего Креста Господня в 1842 году (правый). Строительством трапезной и освящением престолов завершилось возведение главного соборного храма Липецка.

### Советские годы
В 1922 году из храма были изъяты церковные ценности.
Из отчета Липецкого укома за март 1922 г.:
«Кампания по изъятию церковных ценностей проводилась в городе и уезде с половины марта. Изъятие происходило без эксцессов, была одна небольшая вспышка при изъятии ценностей у Собора. Собралась толпа верующих, главным образом женщин, при появлении 6 конных всадников разбежалась, после чего было приступлено к изъятию ценностей, в остальных церквах города и уезда работа протекала хорошо.»

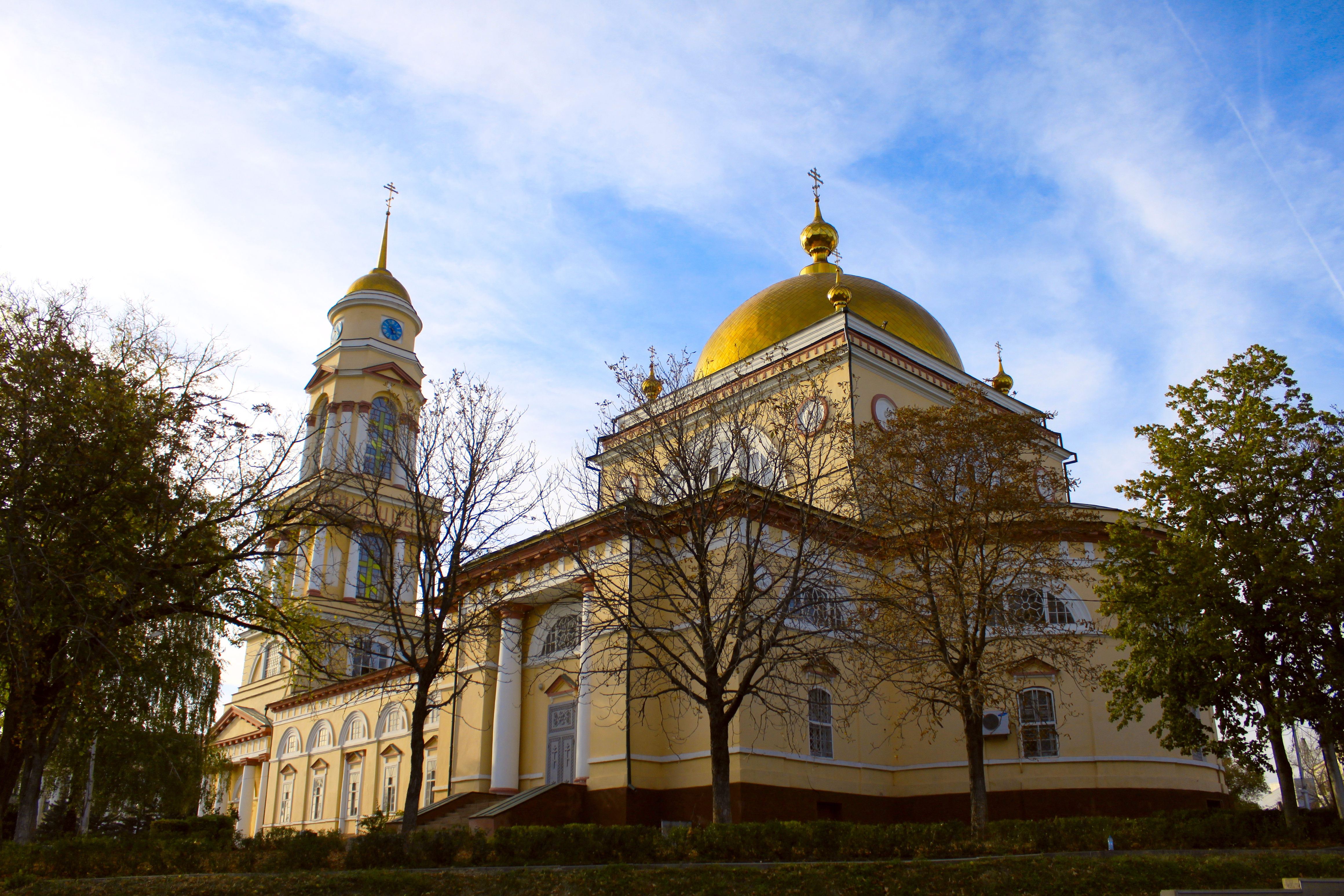
Собор Рождества Христова, вид с Петровского проезда

В 1931 году собор был закрыт. В советское время храм начал приходить в ветхое состояние. Поэтому при создании главной площади города — Ленина (ныне — Соборной) встал вопрос о его сносе. Чтобы не потерять памятник архитектуры, в его стенах разместили Липецкий областной краеведческий музей (активным противником сноса был главный архитектор Липецкой области Л. Е. Рудаков).
В декабре 1970 года на 30-метровой высоте колокольни собора были установлены и пущены липецкие куранты. Механизм часов с музыкой изготовили на Петродворцовом часовом заводе. Циферблат спроектировал липчанин В. И. Неминущий.
В 1991 году храм вернули верующим. Тогда же он стал кафедральным.

## Святыни храма
Среди особых храмовых святынь, находящихся в соборе в настоящий момент, следует назвать Икону Божией Матери Страстная «Липецкая». В 1831 году, когда эпидемия холеры свирепствовала в Липецке и уезде, липчане со слезами обратились к Пресвятой Владычице, прося у неё избавления от страшной болезни. Совершён был крестный ход с иконой, и после нескольких дней поста и домашней молитвы, эпидемия прекратилась. Липчане приписывали такое благотворное воздействие чудотворной Страстной иконе Божией Матери. По молитвам у неё получали помощь и исцеления.
Напротив иконы Божией Матери, с левой стороны, в таком же киоте со всходами расположена икона сщмч. Уара, епископа Липецкого, причисленного к лику святых на юбилейном Архиерейском соборе в 2000 году.
Также святыней является рака с 81 частицей мощей Киево-Печерских чудотворцев из Ближних и Дальних пещер Киево-Печерской лавры. Рака выполнена из красного дерева и находится под резной дубовой сенью с множеством хрустальных лампад.